# Spermophilus tereticaudus
Spermophilus tereticaudus е вид гризач от семейство Катерицови (Sciuridae). Видът не е застрашен от изчезване.

## Разпространение и местообитание
Разпространен е в Мексико (Долна Калифорния и Сонора) и САЩ (Аризона, Калифорния и Невада).
Обитава градски местности, пустинни области, места с песъчлива почва, хълмове, храсталаци и дюни в райони с умерен климат, при средна месечна температура около 18 градуса.

## Описание
На дължина достигат до 15,5 cm, а теглото им е около 147,6 g. Имат телесна температура около 36,3 °C.
Продължителността им на живот е около 8,9 години. Популацията на вида е стабилна.